# Issah Ahmed
Issah Gabriel Ahmed (født 24. maj 1982) er en ghanesisk professionel fodboldspiller, der for tiden er klubløs.
Issah Ahmed er forsvarsspiller og bruges primært i centerforsvaret. Han kom til Randers FC 1. januar 2006. I sommeren 2008 blev kontrakten forlænget med 2½ år. Den nuværende kontrakt løber til udgangen af 2011.
Tidligere spillede han for Great Olympics, Dakiu Youngsters og Asante Kotoko i sit hjemland, Ghana.
Han spiller desuden på Ghanas landshold og har således både optrådt på A-landsholdet og diverse U-landshold.
Randers FC valgte i december 2011 ikke at forlænge hans kontrakt